# Tira (Burkina Faso)
Pour les articles homonymes, voir Tira.
Tira est une commune située dans le département de Barani de la province de Kossi au Burkina Faso.